# Vojkovice (Moravia-Slesia)
Vojkovice (in polacco Wojkowice, in tedesco Wojkowitz) è un comune della Repubblica Ceca facente parte del distretto di Frýdek-Místek, nella regione della Moravia-Slesia.